# ۲۵۰ (قمری)
سال ۲۵۰ هجری قمری.این سال با یک‌شنبه آغاز می‌شود. نخستین روزش برابر است با ۲۸ بهمن ۲۴۲ هجری خورشیدی و ۱۳ فوریه ۸۶۴ (میلادی). 

## رویدادها
- ۲۳ شوال - بنیان‌گذاری حکومت علویان طبرستان در آمل توسط حسن بن زید (داعی کبیر)
- وهسودان پسر جستان (پادشاه دیلمان) بیعت حسن بن زیدی علوی را پذیرفت. در همین سال مرد.
- جستان پسر وهسودان (جستان سوم) در این سال به پادشاهی دیلمان رسید و نزدیک به پنجاه سال فرمان راند.
- فتح ری به دست جستان سوم و همراهی نیروهای داعی کبیر (به فرماندهی احمد بن عیسی و قاسم بن علی) و فرار عبدالله بن عزیز، حکمران ری (از طرف طاهریان)
- لشکریان دیلمانی و تبرستانی پس از فتح ری، آهنگ قزوین، ابهر و زنجان کردند و موفق به آن شدند. حکومت آنها بر این شهرها تا سال ۲۵۳ ادامه یافت.

## مرگ‌ها
- وهسودان پسر جستان (پادشاه دیلمان)